# Rita Pisano
Rita Pisano (Pedace, 15 agosto 1926 – Pedace, 31 gennaio 1984) è stata una politica italiana.

## Biografia
Aderì giovanissima al PCI, e nella scuola del partito, applicandosi anche negli studi, conseguì in poco tempo la licenza media e il diploma dell'Istituto Tecnico Femminile.
Assunse progressivamente gli incarichi di dirigente della federazione del partito a Cosenza, di segretario provinciale del CNA e consigliere comunale di Cosenza. Fu protagonista delle lotte per l'emancipazione della donna nella difficile situazione storico-sociale del dopoguerra. Subì processi ed arresti per violazione del vecchio Testo unico delle leggi di pubblica sicurezza che più tardi la Corte Costituzionale abolì parzialmente per incompatibilità con la Costituzione.

## Il ritratto di Picasso
Nel 1949, a Roma, fece parte della delegazione calabrese al Congresso Mondiale della Pace. Intervenne per illustrare le lotte sostenute dai contadini calabresi. Fu eletta nel Comitato Mondiale dei partigiani della pace, presieduto dal Premio Nobel per la chimica 1935 e Premio Lenin per la pace, Frédéric Joliot-Curie. In quel Comitato per l'Italia, insieme a lei, erano presenti: Renato Guttuso, Giulio Einaudi, Fernando Santi, Ambrogio Donini ed Emilio Sereni.
Recatosi a Roma per l'assemblea, Pablo Picasso, in una celebre colazione, con uno schizzo a matita, ritrasse il volto "splendente" di Rita, e lo intitolò La jeune fille de Calabre.
Rita si espresse a proposito dell'episodio: "Carlo Muscetta, ad un certo punto, suggerì a Picasso di farmi un ritratto e Picasso accettò. Muscetta dovette trovare un foglio da disegno e una penna. Picasso in pochi minuti completò il ritratto e lo consegnò a Muscetta che ne fece fare le copie per darne una, firmata da Picasso, a ciascuno dei presenti. Quando uscì il libro che lo stesso Muscetta stava curando per Einaudi, intitolato 'Gente di Calabria' e nel quale erano raccolte le opere di Vincenzo Padula, poeta e sacerdote di Acri, sulla sovracoperta era riprodotto il ritratto fattomi da Picasso."
L'opera è attualmente conservata nella collezione privata che apparteneva a Carlo Muscetta.

## Incarichi Istituzionali

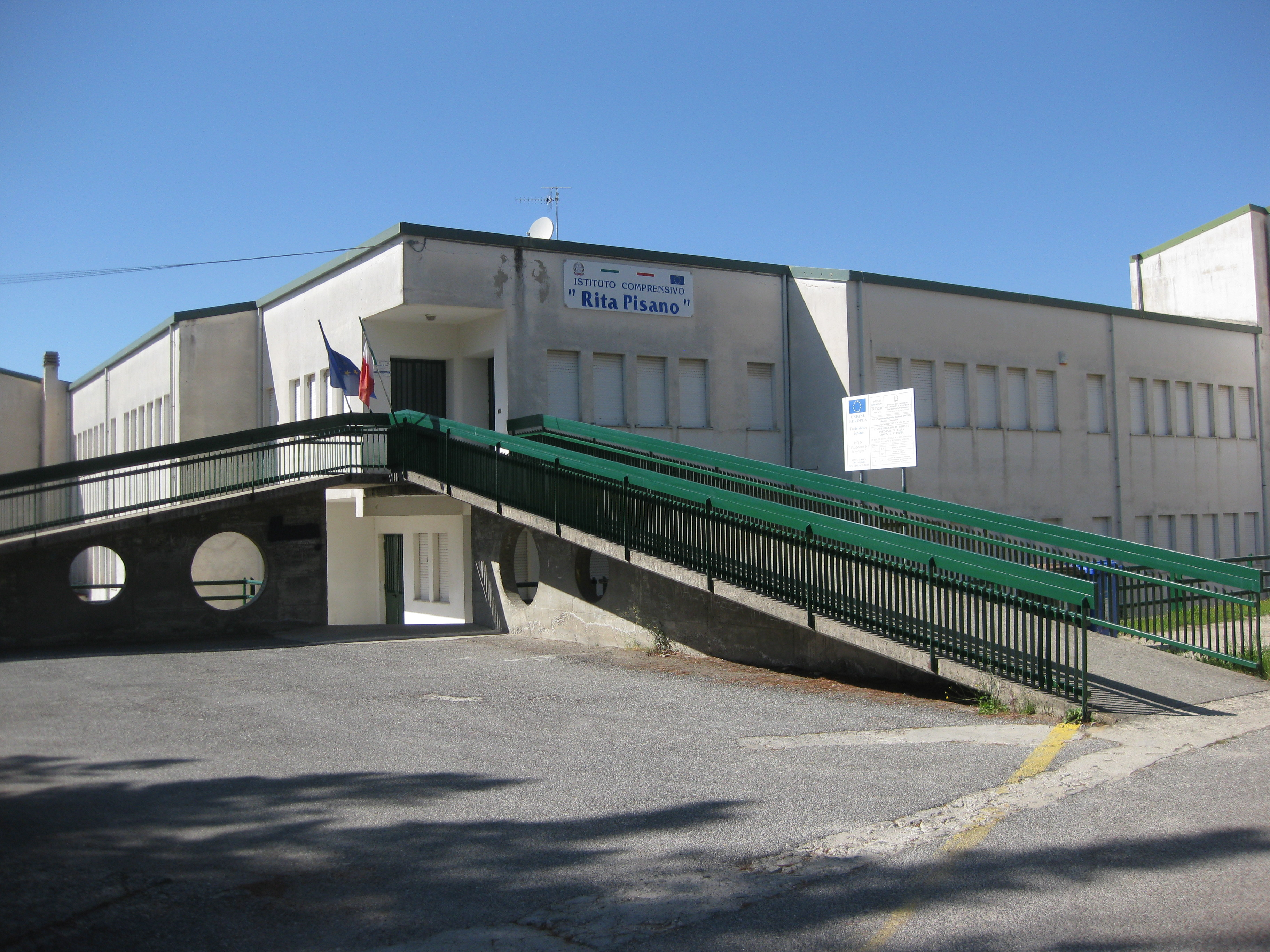
Istituto Comprensivo "Rita Pisano", Pedace

Nel 1963 si presentò come candidata alle elezioni parlamentari. Arrivò ad un passo dal ripetere il "miracolo" che nel 1953 portò Cesare Curcio ad entrare alla Camera dei Deputati. Fu consigliere comunale del comune di Cosenza. Nel 1966 venne eletta sindaco di Pedace. Avviò una politica di ammodernamento delle strutture urbane: edifici scolastici, viabilità, bagni pubblici, mercato coperto, impianti sportivi, restauro di edifici storici e religiosi. Realizzò gli obiettivi della scuola a tempo pieno. Fu l'ideatrice degli Incontri Silani, eventi che nel corso degli anni, portarono a Lorica grandi nomi della pittura (Guttuso, Purificato, Vespignani Renzo, Turchiaro), attori e registi (Blasetti, Albertazzi, Anna Proclemer) e grandi scrittori (Carlo Levi, Raphael Alberti). Venne ininterrottamente confermata come sindaco alle successive elezioni del 1970, 1975, 1980. In particolare, nel 1975, a causa di contrasti interni al Partito Comunista Italiano, venne espulsa dal partito. Dette vita ad una lista autonoma, "Sveglia", che adottò i vecchi simboli del partito comunista e riuscì a vincere le elezioni comunali in contrapposizione con il P.C.I. La vittoria si ripeté nel 1980, vincendo con uno scarto di soli 75 voti. Morì il 31 gennaio 1984, nel pieno del suo impegno amministrativo. A lei è stata dedicata la scuola media statale del paese.

## Curiosità
Il paese ha sempre trovato una forte analogia tra il rapporto che legava il Sindaco Rita Pisano e il parroco del paese, Don Ernesto Leonetti, con la storia di Don Camillo e Peppone raccontata nei celebri libri di Giovannino Guareschi. Vivevano in uno stato di continuo disaccordo per quanto riguardava gli ideali politici. Il parroco, durante le campagne elettorali, nelle omelie non perdeva occasione per lanciare le sue frecciate contro il sindaco comunista. Rita, dal palco, durante i comizi, rispondeva alle insinuazioni e punzecchiava il suo avversario, grande sostenitore dalla Democrazia Cristiana. Da sottolineare che il confronto fu sempre rispettoso e molti affermano che in privato avessero rapporti molto cordiali. L'episodio più noto riguarda la campagna elettorale del 1970. Il parroco, sicuro della vittoria della DC, affermò dal pulpito che se avessero vinto i comunisti avrebbe fatto le valigie e abbandonato il paese per sempre. Alla chiusura delle urne, con l'ennesima vittoria di Rita Pisano, il parroco trovò una valigia davanti alla porta della chiesa.